# Onthophagus rugosissimus
Onthophagus rugosissimus là một loài bọ cánh cứng trong họ Bọ hung (Scarabaeidae).